# (43954) Chýnov
(43954) Chýnov ist ein Asteroid des Hauptgürtels, der am 7. Februar 1997 von den tschechischen Astronomen Miloš Tichý und Zdeněk Moravec am Kleť-Observatorium (IAU-Code 046) in der Nähe der Stadt Český Krumlov in Böhmen entdeckt wurde.
Der Asteroid wurde am 18. März 2003 nach der tschechischen Stadt Chýnov in der Region Jihočeský kraj benannt, die 981 in der Kosmas Chronik erstmals erwähnt wurde.